# Mecaphesa spiralis
Mecaphesa spiralis là một loài nhện trong họ Thomisidae.
Loài này thuộc chi Mecaphesa. Mecaphesa spiralis được Frederick Octavius Pickard-Cambridge miêu tả năm 1900.